# Ковбой з Брукліну
«Ковбой з Брукліну» (англ. Cowboy from Brooklyn) — комедійний фільм режисера Ллойд Бекона, прем'єра якого відбулася 9 липня 1938 року. У фільмі одну з ролей виконав майбутній президент США Рональд Рейган.

## Галерея

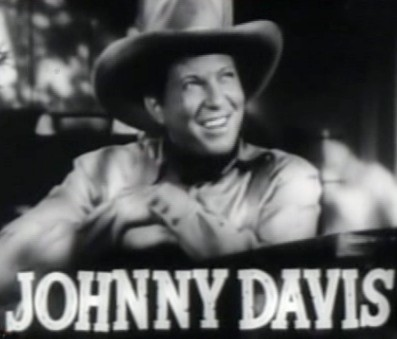
Джонні Девіс
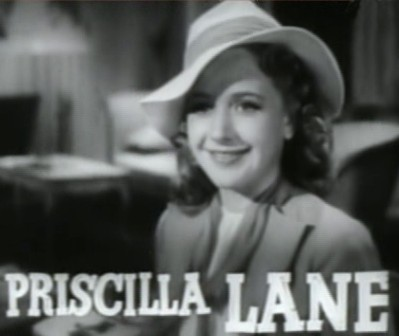
Прісцилла Лейн
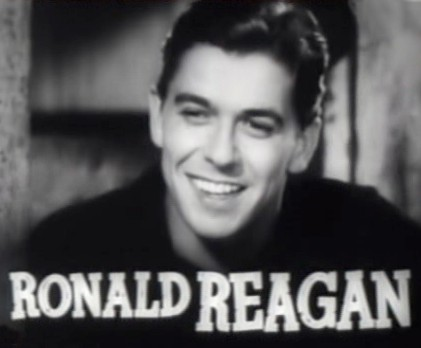
Рональд Рейган
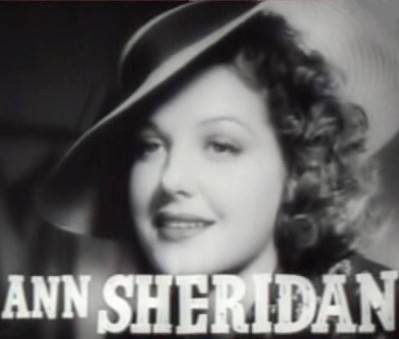
Енн Шерідан